# Kuchi (folk)
Kuchis eller Kochis ( fra det persiske ord کوچ koch; det betyder "migration") er et pashtunskt nomadefolk i Afghanistan, modsvarende beduiner.

## Beskrivelse
Afghanistans demografiske myndigheder skønnede i 2004 antallet af Kuchi til 2.400.000, hvoraf cirka 40 % har opgivet sin nomadetilværelse og har fast bosted. Årsager kan være mangel på egnede græsningsområder som følge af opdyrkning, at deres dyr er døde på grund af alvorlig tørke eller krigshandlinger.
Kuchifolket lever af deres husdyr, overvejende får og geder som yder dem kød, mælkeprodukter, skind og uld, som de kan bytte mod korn, grøntsager og frugt. En udbredt byttehandel er udviklet i forbindelse med deres karavaneveje. De vandrer fra Afghanistans bjergområder til Indusdalen, hvor de tilbringer vinteren. Men denne migration blev vanskeligere i 1960-erne, da grænsen mellem Afghanistan og Pakistan blev lukket.

## Historie
Kuchifolket har vandret over Afghanistan og fulgt årstiderne med deres husdyr i mange århundreder.
Kuchi-folket blev traditionelt favoriseret af de afghanske konger, som selv var af pashtunsk oprindelse, siden slutningen af 1880'erne. De blev tildelt firman, eller kongelige proklamationer, som gav dem tilladelse til at bruge sommergræsningsområder over hele Afghanistan i en langvarig "pashtuniseringsproces". Under Taliban-regimet var kuchi-folket en vigtig faktor og tilhænger af Taliban og deres leder Muhammed Omar. Følgelig har de etniske grupper i nord (hazarere, tadsjikere, usbekere og turkmenere) en langvarig mistro til kuchi-folket.
Men i de sidste tre årtier af det 20. århundrede og senere er de kommet under pres fra forskellige sider for at blive bofaste. De er blevet fordrevet fra deres tidligere græsningsområder, som er blevet opdyrkede af de lokale befolkninger. Krig og tørke har tvunget mange til at opgive deres traditionelle nomadiske livsstil. En del kuchi har kunnet bygge egne faste boliger ved at sælge deres dyr, men over 50 % af landets kochier lever i fattigdom. Mange har samlet sig i grupper og bygget enkle huse uden byggetilladelse.
De to distrikter med navnet Beshud i Afghanistans provins Wardad er siden slutningen af 1800-tallet skueplads for voldsomme konflikter mellem bosiddende agerbrugere fra folkegruppen hazarer og nomadiserende husdyravlere af kuchifolket. Begge grupper har en svag socio-økonomisk stilling i Afghanistan og er for at kunne opretholde livet lige afhængige af at kunne anvende de samme landområder og vandressourcer, men til forskellige formål. Konflikten indbefatter tillige kulturelle og religiøse aspekter, efter som hazara i reglen er shiamuslimer mens kuchi er sunnimuslimer.

## Kuchis karavaneveje
Flere karavaneveje har gået fra Afghanistans bjergområder til Indusdalen i det tidligere Britisk Indien. I 1960'erne blev grænsen mellem Afghanistan og den da nye nation Pakistan imidlertid lukket. Kuchierne tilpassede deres migration, og karavanerne fortsatte ind i det vestlige Pakistan. Siden de sidste årtier af det 20. århundrede har krigshandlinger i området også påvirket karavanevejene.
Den vigtigste karavanevej startede i Badghisprovinsen i det nordvestlige Afghanistan, gik sydover mellem bjergkæden Hindukush og økenen, og passerede en Karavanserai vest for den gamle by Qala Bist. Derfra fortsatte ruten mod nordøst forbi Kabul op i bjergene og passerede buddhastatuerne ved Bamyan, videre gennem Panjirdalen og over grænsen til det, som i dag er Chitral National Park.

## Retsstilling
Historisk set afstod kuchi-folket fra politik, fordi de er nomader, men den afghanske grundlov har alligevel givet dem ti pladser i parlamentet. Hashmat Ghani Ahmadzai er en af de kendte personer, som tilhører denne etniske gruppe. Bestemmelserne er skrevet ind i Afghanistans grundlov (artikel 14) og har som mål at forbedre retssikkerheden for kuchi-folket, herunder bestemmelser om bolig, repræsentation og uddannelse. Ifølge FNs højkommissær for flygtninge ejede kuchi-folket 30 % af landets geder og får, og de fleste kameler i flere år før den 30 år lange krigsperiode, og de var i overvejende også ansvarlige for at bidrage med slagtedyr, uld, ghee og quroot til den nationale økonomi.

## Galleri
- Karavanseraj i Afghanistan
- Bamiandalen (2005), med en tom nische efter en af de ødelagte buddhastatuer
- Græsningsområde ved Chitral National Park